# Howaldtswerke-Deutsche Werft
Howaldtswerke-Deutsche Werft ali samo HDW je nemško ladjedelniško podjetje s sedežem v Kielu. Podjetje je del skupine ThyssenKrupp Marine Systems (TKMS). Ladjedelnico Howaldtswerke sta ustanovila August Howaldt in Johann Schweffel v Kielu leta 1838, sprva je bila znana kot Maschinenbauanstalt und Eisengießerei Schweffel & Howaldt. Sprva so proizvajali bojlerje. Leta 1968 se je združila s Hamburškim ladjedelničarjev Deutsche Werft v Howaldtswerke-Deutsche Werft (HDW).
Prvi parni stroj za ladjo so zgradili leta 1849, leta 1850 so zgradili manjšo podmornico Brandtaucher, leta 1865 pa ladjo Vorwärts. Do začetka 20. stoletja so zgradili okrog 390 ladij. Leta 1892 so ustanovili podružnico v Reki ob Jadranskem morju. 10 let kasneje so podružnico zaprli, danes je ladjedelnica znana kot 3. maj.
V 20. stoletju so proizvajali podmornice za Nemško mornarico (Kriegsmarine), ki so se uporabljale v obeh svetovnih vojnah. HDW še vedno gradni novejše razrede podmornic, ki so v uporabi še danes v številnih mornaricah po svetu. 
HDW proizvaja tudi tovorne, potniške in vojaške ladje.

### Civilne laedj
- ''Bungsberg'' (1924)
- Christina O Aristotle Onassis (1952) Luksuzna jahta
- Otto Hahn (1968), eksperimentalna tovorna ladja na jedrski pogon
- Tor Britannia (1975), trajekt
- Tor Scandinavia (1976), trajekt
- MS Bahamas Celebration (1981), trajekt
- Astor (1981), Potniška križarka
- PFS Polarstern (1982), eksperimentalni ledolomilec
- MS Astor (1987), potniška križarka
- Superfast VII (2001), hitri trajekt
- Superfast VIII (2001), hitri trajekt
- Superfast IX (2002), hitri trajekt
- Superfast X (2002), hitri trajekt

### Vojaške fregate
- Hamburg (F220), razreda Sachsen
- Kasturi
- SAS Isandlwana (F146)
- SAS Mendi (F148)
- Schleswig-Holstein (F216), fregata razreda Brandenburg

### Korvete
- Braunschweig razred

### Podmornice (U-boot)
- Tipe 800 Dolphin
- Tip 205
- Tip 206
- Tip 209
- Tip 212
- Tip 214[1]
- Tip 216s (predlagan)

## Sklic
1. ↑  »ThyssenKrupp Marine Systems showcases its modern submarines at IMDEX Asia 2013«. 13. maj 2013. Arhivirano iz prvotnega spletišča dne 25. maja 2022. Pridobljeno 26. februarja 2015.